# Шелбурн (готель)
«Шелбурн» (англ.  Shelbourne Hotel) — готель в Дубліні. Розташований в історичній будівлі на північ від парку Сант-Стівенс-Грін, в даний час експлуатується міжнародною готельною мережею Marriott International. Готель має 265 номерів, відкрився в березні 2007 року після 18-місячної реконструкції.

## Історія
Готель був заснований в 1824 році вихідцем з графства Тіпперері Мартіном Берко, коли він придбав три суміжних таунхауса з видом на парк Сант-Стівенс-Грін. Берк назвав свій новий готель Шелбурн, на честь Вільяма Петті, 2-го графа Шелберна, який був прем'єр-міністром Великої Британії у 1782-1783 роках.
На початку 1900-х років у цьому готелі працював помічником офіціанта Алоїс Гітлер, зведений брат Адольфа Гітлера.
У січні 1922 року в номері 112 (нині — Номер Конституції) Конституційний комітет на чолі з Майклом Коллінзом підготував першу версію конституції Ірландської Вільної держави.
Готель «Шелбурн» був об'єктом двох літературних творів: роману «Готель» (англ.  The Hotel, 1927) Елізабет Боуен і «Шелбурн і його люди» Майкла О'Саллівана і Бернардіни О'Ніл (1999 рік).
З готелем пов'язане повір'я, що в його кімнатах з'являється привид 7-річної дівчинки Мері Мастерс, померлої в 1791 році від холери.